# Taouiala
Taouiala est une commune de la wilaya de Laghouat en Algérie, située à 93 km (à vol d'oiseau) du chef lieu de la wilaya et à 337 km au sud d'Alger.

## Géographie
Située à 1 239 m d'altitude, la localité s'étend sur 255 km² et comptait, selon un recensement de population effectué en 2008, une population totale de 3 172 habitants dont 2 714 agglomérés au chef-lieu (ACL) et 458 en zone éparse (ZE).